# Irkuckie Obwodowe Muzeum Sztuki
Irkuckie Obwodowe Muzeum Sztuki im. W. P. Sukaczowa (ros. Иркутский областной художественный музей имени В. П. Сукачёва) – muzeum w Irkucku gromadzące zbiory sztuki, głównie rosyjskiej, narodów Syberii i Dalekiego Wschodu.
Irkuckie Obwodowe Muzeum Sztuki powstało w roku 1936 na drodze wyodrębnienia i usamodzielnienia tzw. galerii malarstwa, która do tego momentu była jednym z oddziałów miejscowego muzeum krajoznawczego. Wbrew nazwie, galeria malarstwa, oprócz zbiorów obrazów itp. posiadała też rozbudowane kolekcje rzeźby, rękodzieła i rzemiosła artystycznego, w tym porcelany. Początkowo nowa placówka nazywała się Wschodniosyberyjskie Obwodowe Muzeum Sztuki, ale jesienią 1937 zmieniono nazwę na obecną, choć bez patrona. Imię Sukaczowa otrzymała 1 X 1990. Choć muzeum powstało w 1936, to zbiory, które wówczas przejęło były gromadzone znacznie wcześniej. Zaczątkiem zasobów malarskich stała się prywatna kolekcja burmistrza miasta Władimira Płatonowicza Sukaczowa, tworzona od 1870 r., a w 1920 r. upaństwowiona. Z kolei dzieła sztuki syberyjskiej i Dalekiego Wschodu, w dużym stopniu pochodziły od wypraw naukowych organizowanych w II poł. XIX w. na Syberii i poza granicami kraju przez działający w Irkucku od 1851 r. Oddział Wschodniosyberyjski Rosyjskiego Cesarskiego Towarzystwa Geograficznego. Ponadto wyprawy prowadzili wówczas sami pracownicy muzeum irkuckiego, np. zabytki archeologiczne z rejonu irkuckiego zbierał kustosz, a wcześniej powstaniec styczniowy i zesłaniec Mikołaj Witkowski. Po upaństwowieniu wielu kolekcji prywatnych w 1920 r. część eksponatów z nich również trafiła do irkuckiej placówki, której zbiory w kolejnych dekadach dodatkowo powiększały się dzięki darom oraz ekspedycjom naukowym.
Główną siedzibą muzeum jest piętrowy pałac z parkiem przy ul. Lenina, wzniesiony w 1907 dla męskiego gimnazjum. Muzeum otrzymało go w 1975 i mieszczą się tu trzy ekspozycje: Rosyjska sztuka XV–XXI w., Sztuka zachodnioeuropejska XVII-XIX w. (ok. 3 tys. dzieł, w tym obrazy Moneta, Camille Pissarro, rzeźba François Rude, Witolda Pruszkowskiego, porcelana) oraz Sztuka Wschodu XIV–XX w., na której pokazane są dzieła z Japonii (ok. 700 egzemplarzy z epok Edo i Meiji, w tym takich twórców jak Hiroshige Andō i Hokusai Katsushika), Chin (ok. 550 szt. z okresu od XIV do XXI w.) oraz Mongolii, Tybetu i Buriacji (w tym kolekcja ponad 60 thanek). Ponadto znajduje się tu biblioteka i różne działy wspierające.
W dwóch kupieckich kamienicach z ostatniej dekady XIX w. przy ul. K. Marksa mieści się stała wystawa "Galeria sztuki syberyjskiej, od średniowiecza do współczesności" oraz kilka sal na wystawy czasowe.
Zabytkowy kompleks pałacowo-parkowy W. P. Sukaczowa z II poł. XIX w., eksponujący oryginalne wyposażenie pałacu, przedmioty należące do Sukaczowa i dzieła sztuki z jego kolekcji.
Drewniany, piętrowy dom czynszowy A.N. Gindina z XIX w. przy ul. Swierdłowa, w którym współcześnie znajduje się muzealne centrum informacyjno-edukacyjne.